# Oligia praeduncula
Oligia praeduncula är en fjärilsart som beskrevs av Ignaz Schiffermüller 1776. Oligia praeduncula ingår i släktet Oligia och familjen nattflyn. Inga underarter finns listade i Catalogue of Life.